# 小林泰士
小林 泰士（こばやし やすし、1981年3月2日 - ）は、日本の実業家。株式会社マーケットエンタープライズ創業者であり代表取締役CEO
一般社団法人 日本リユース業協会 副会長。学校法人 東洋大学 理事。

## 略歴
- 1981年　埼玉県川越市生まれ[1]
- 1999年　埼玉県立所沢高等学校卒業[2]
- 2003年　東洋大学工学部（現・理工学部）情報工学科卒業[1][3]
- 2003年　ベンチャー企業入社
- 2004年　独立起業
- 2006年　株式会社マーケットエンタープライズ設立
- 2015年　 東京証券取引所　マザーズ市場に上場
- 2018年　 一般社団法人 EO Tokyo　第23期　会長[4]
- 2018年　 学校法人 東洋大学 理事[5]
- 2019年　一般社団法人 日本リユース業協会  理事[6]
- 2019年　 ゲンダイエージェンシー株式会社 社外取締役[7]
- 2020年　 株式会社ミナオシ 社外取締役[8]（現任）
- 2021年　東京証券取引所第一部（現プライム）に上場
- 2021年　 EO EO Tokyo Platinum 第3期　会長
- 2021年　 一般社団法人 日本リユース業協会 副会長[9]
- 2025年　一般社団法人 日本リユース業協会 会長（現任）

## 人物
埼玉県川越市生まれ。学生の頃の20種類以上のアルバイト、海外から商品仕入れ販売、学生イベント主催と、さまざまな商売を手掛ける経験から起業を志す。
大学卒業後、ベンチャー企業を経て2004年で大学の後輩３名と独立企業。2006年に株式会社マーケットエンタープライズを設立し、現職。
2015年に東京証券取引所マザーズ上場。2021年2月には、東京証券取引所第一部へ市場変更を果たした。
現在は「持続可能な社会を実現する最適化商社」をビジョンに、SDGsの実現を経営指針に掲げ、持続可能な社会とサーキュラーエコノミーの実現に取り組む。
中核事業のネット型リユース事業のみならず、メディア事業やモバイル通信事業など多角化を進めており、中古農機の貿易事業にも進出した。国内19拠点、海外1拠点、グループ会社5社（株式会社マーケットエンタープライズ、株式会社MEモバイル、株式会社MEトレーディング、株式会社UMM、MARKETENTERPRISE VIETNAM CO., LTD.）、これまでの出資先は６社。
学校法人 東洋大学理事や世界的起業家機構 EO（Entrepreneurs' Organization）の会長を務めるなど起業家の育成や、一般社団法人 日本リユース業協会 会長 を務めるなど健全なリユース産業の発展にも力を入れている。

## 経営理念
- Winwinの関係が築ける商売を展開し、商売を心から楽しむ主体者集団で在り続ける

## 受賞歴
- 2013年　ベンチャー通信主催の第一回『北尾賞』受賞
- 2013年　新日本有限責任監査法人EY Entrepreneur Of The Year 2013 Japan
- 2015年　ダイヤモンド経営者倶楽部「INITIAL PUBLIC OFFERING」受賞
- 2015年　中小企業基盤整備機構 Japan Venture Awards中小機構理事長賞
- 2017年　有限責任監査法人トーマツ[Deloitte Touche Tohmatsu] 日本テクノロジーFast50 (3年連続受賞)
- 2017年　有限責任監査法人トーマツ[Deloitte Touche Tohmatsu] アジア太平洋地域テクノロジー Fast 500 (3年連続受賞)